# Tetranycopsis hystriciformis
Tetranycopsis hystriciformis är en spindeldjursart som beskrevs av Reck 1956. Tetranycopsis hystriciformis ingår i släktet Tetranycopsis och familjen Tetranychidae. Inga underarter finns listade i Catalogue of Life.